# Tyrone Mings
Tyrone Deon Mings, född 13 mars 1993 i Bath, är en engelsk fotbollsspelare som spelar för Aston Villa.

## Klubbkarriär
Den 31 januari 2019 lånades Mings ut till Aston Villa på ett låneavtal över resten av säsongen 2018/2019. Den 8 juli 2019 blev det en permanent övergång till Aston Villa för Mings. Den 14 augusti 2021 blev Mings utsedd till ny lagkapten i Aston Villa.

## Landslagskarriär
Mings debuterade för Englands landslag den 14 oktober 2019 i en 6–0-vinst över Bulgarien.